# Massimo Pini

Massimo Pini Nationalrat (1983)

Massimo Pini (* 29. November 1936 in Sorengo; † 18. Juni 2003 in Biasca) war ein Schweizer Politiker.

## Leben
Massimo Pini war Sohn des Politikers Aleardo Pini und insgesamt dreimal verheiratet. Er studierte an der Universität Genf und der Universität Lausanne, wo er dem Schweizerischen Zofingerverein angehörte. Von 1964 bis 1968 war er Gemeinderat in Locarno, 1976–79 stellvertretender Gemeindepräsident von Gerra (Gambarogno), von 1967 bis 1983 im Tessiner Kantonsparlament, 1979–99 Nationalrat, bis 1996 gehörte er der Freisinnig-Demokratischen Fraktion an, danach derjenigen der Schweizer Demokraten, schliesslich der Freiheitspartei. Von 1992 bis 1996 war er Gemeindepräsident von Biasca.
Der Föderalist und Europabefürworter gehörte von 1984 bis 1995 der Schweizer Delegation beim Europarat an und war Präsident der Aussenpolitischen Kommission des Nationalrates. In diesem Sinn machte er eine Mission in Irak bei Saddam Hussein um einige Geiseln zu befreien.
Er war Gründer dann Präsident der Fondazione Bertoni.

## Schriften (Auswahl)
- PLRT: dopo la generazione del potere. A. Salvioni, Bellinzona 1980.
- L'assalto al cielo. Le avventure dell'illusione rivoluzionaria. Longanesi, Milano 1989. (Il cammeo; 183).
- La prova. La Svizzera e l'Europa oltre le frontiere occidentali. Giardini, Pisa 1989.